# Mieczysław Mastek
Mieczysław Mastek (ur. 20 marca 1893 w Krakowie, zm. 9 maja 1942 w Edynburgu) – polski kolejarz, działacz związkowy, polityk socjalistyczny, członek PPS, poseł na Sejm II kadencji.

## Życiorys
Syn Andrzeja Mastka i Wiktorii z domu Targosz. Od 1907 do 1911 odbywał praktykę ślusarską w Wiedniu. W 1910 został członkiem Socjaldemokratycznej Partii Robotniczej w Austrii (SDAPÖ). W latach 1911–1914 pracował jako ślusarz w Wiedniu. W czasie I wojny światowej został wcielony do armii austriackiej. W listopadzie 1918 wrócił do Krakowa, gdzie rozpoczął pracę w warsztatach kolejowych PKP (pracował tam do 1933).
Członek Polskiej Partii Socjalistycznej. Od 1929 przewodniczący okręgowego komitetu i zastępca przewodniczącego Rady Wojewódzkiej w Krakowie, Od 1931 do 1939 członek Rady Naczelnej PPS i egzekutywy OKR w Krakowie (od maja 1939 wiceprzewodniczący). Od marca 1929 poseł na Sejm w miejsce Emila Bobrowskiego (który złożył swój mandat).
Działacz Związku Zawodowego Kolejarzy. W 1924 został członkiem Zarządu Głównego. W latach 1927–1929 oraz 1931–1939 wiceprezes Zarządu Głównego. Od maja 1939 pełnił funkcję prezesa Zarządu Głównego Związku Zawodowego Kolejarzy. Pełnił również funkcje w Wydziale Wykonawczym Komisji Centralnej Związków Zawodowych (w latach 1928–1929 oraz od maja 1939).
W 1930 był jednym z organizatorów Centrolewu. Uczestnik Kongresu Obrony Prawa i Wolności Ludu w Krakowie. Aresztowany w nocy z 9 na 10 września 1930 w Krakowie, uwięziony w twierdzy w Brześciu.
13 stycznia 1932 został skazany w procesie brzeskim na 3 lata więzienia. Od 24 listopada 1933 do 3 marca 1934 więziony na Mokotowie w Warszawie. Zwolniony we wrześniu 1934 z powodów zdrowotnych.
Po agresji III Rzeszy na Polskę ewakuowany wraz z Zarządem Głównym ZZK. 7 września 1939 dotarł do Kowla. Po agresji ZSRR na Polskę 26 września 1939 aresztowany przez NKWD. Według relacji Adama Ciołkosza, Wanda Wasilewska współpracująca już wówczas z władzami radzieckim informowała go, że władze wojskowe okazały jej „odnalezione” dokumenty polskiego Oddziału II Sztabu Generalnego WP, z których „wynikało”, że Mieczysław Mastek i Stanisław Dubois byli agentami II Oddziału i wywieziony do obozu pracy Pieczorłag w Komi ASRR.
Zwolniono go 21 sierpnia 1941 w wyniku układu Sikorski-Majski. Był starostą wagonu w transporcie 800 obywateli polskich w drodze do Kotłasu. Od października 1941 znalazł się w Londynie i został dokooptowany do Komitetu Zagranicznego PPS i Rady Narodowej RP. Przebywał na leczeniu w Edynburgu, gdzie zmarł. Początkowo pochowany obok Hermana Liebermana na cmentarzu Highgate w Londynie, w 1967 ekshumowany do Wiednia, gdzie spoczywa w grobie obok żony.
Pośmiertnie odznaczony Krzyżem Walecznych.